# Oxychilus agostinhoi
Oxychilus agostinhoi é uma espécie de gastrópode da família Oxychilidae, endémico nos Açores.